# Mende (Dore)
Le ruisseau de Mende est un ruisseau français qui coule dans le département du Puy-de-Dôme. Il prend sa source dans les monts du Livradois et se jette dans la Dore en rive gauche. C'est donc un sous-affluent de la Loire par la Dore, puis par l'Allier.

## Géographie
La totalité de son parcours est orientée Nord-Sud. Il prend sa source à 800 mètres d’altitude, près du lieu-dit « Les Faidides » (commune de Cunlhat), près du Bois des Bruneilles (1 010 mètres). À cet endroit il porte le nom de "ruisseau de la Couleyre».
A l’entrée de Cunlhat le ruisseau alimente un plan d’eau et reçoit l’apport du ruisseau de Mounoux. Il continue ensuite vers le nord sous le nom de Ruisseau de Mende. Il s’enfonce dans un vallon boisé et rejoint la Dore en rive gauche au lieu-dit « Les Prades »  (commune de  Domaize). La totalité du bassin versant du Ruisseau de Mende se trouve dans le parc naturel régional du Livradois-Forez.

## Affluents
Le ruisseau de Mende a trois affluents référencés:
- Ruisseau de Mounoux
- Ruisseau de la Roche
- Ruisseau de la Couleyre

## Communes traversées
D'amont en aval, le ruisseau traverse ou longe les communes suivantes, toutes situées dans le département du Puy-de-Dôme : 
- Cunlhat
- Tours-sur-Meymont
- Domaize